# 吉蔵
吉蔵（きちぞう、549年 - 623年）は、中国六朝時代末から唐初期にかけての僧。俗姓は安氏で、先祖は安息国の人。金陵（江蘇省南京市）の出身。嘉祥大師とも言う。

## 生涯
父も出家しており、道諒という僧であった。父について真諦三蔵のもとに行き、出家して吉蔵と名づけられた。12歳の時に三論宗の法朗の講義を聴き、翌年に出家した。
21歳で具足戒を受け、隋の百越征討の際に、会稽の嘉祥寺に住しており、三論を究めた。嘉祥寺に住したことから、嘉祥大師の名がある。開皇17年（597年）には、天台智顗と交際した。
以後、煬帝の命により、揚州の慧日道場・長安の日厳寺で三論や法華の布教や講説を行い、煬帝を初め多くの信者を得た。この間に三論教学を大成している。また、戦乱中に博捜した様々な文献を用い、大乗経典の研究を行った。
唐代になると、実際寺・定水寺・延興寺などに住した。
日本に三論宗を伝えた慧灌など、数多くの弟子がいた。

## 参考書籍（著作注解）
- 『法華義疏』 大正蔵 No.1721 (聖徳太子著と伝わる、同名の『法華義疏』(大正蔵 No.2187)とは別)
- 『法華遊意』 大正蔵 No.1722
- 『大乗玄論』 大正蔵 No.1853
- 『二諦義』 大正蔵 No.1854
- 『三論玄義』大正蔵 No.1852
- 『三論玄義』 金倉圓照訳（岩波文庫 初版1941年、新装復刊2015年ほか）ISBN 978-4003333112
- 『三論玄義』 三枝充悳訳著（大蔵出版〈佛典講座〉、1971年、新版2006年）ISBN 978-4804354576
- 『三論玄義・大乗玄論・肇論・浄心誡観法』<国訳一切経 和漢撰述部 諸宗部 第1巻> （大東出版社、改訂版1989年）ISBN 978-4-500-00180-4
- 仏訳『三論玄義』Ducor, Jérôme & Isler, Henry W. : Jizang, Le Sens des arcanes des Trois Traités, contribution à l'étude du Mādhyamika dans le bouddhisme d'Extrême-Orient ; Genève, Librairie Droz, 2022; 416 pp. (ISBN 978-2-600-06383-8)
- 『中観論疏・十二門論疏』<国訳一切経 和漢撰述部 論疏部 第6・7巻>大東出版社（改訂版 1987-1981年）

6)ISBN 978-4-500-00263-4、7)ISBN 978-4-500-00264-1
- 『肇論・三論玄義』 平井俊榮訳、<大乗仏典 中国・日本篇 第2巻>中央公論社（1990年）ISBN 978-4124026221
- 『法華とは何か「法華遊意」を読む』 菅野博史（春秋社、1992年） ISBN 978-4393132654
- 『法華統略 注釈書集成』 菅野博史（大蔵出版（上・下）、1998-2000年）

上)ISBN 978-4-8043-1102-9、下)ISBN 978-4804311036

## 伝記資料
- 『続高僧伝』巻11　<新国訳大蔵経 中国撰述部 1‐3 史伝部 1> （大蔵出版　2012年） ISBN 978-4804382036